# Corineo
Corineo, en la leyenda medieval británica, fue un guerrero prodigioso, un luchador de gigantes y el fundador epónimo del condado de Cornualles.

## Historia de los reyes de Gran Bretaña
De acuerdo a la pseudohistoria de Godofredo de Monmouth Historia de los reyes de Britania (1136), Corineo lideró a los descendientes de los troyanos que huyeron con Antenor después de la Guerra de Troya y se establecieron en las costas del mar Tirreno. Se le describe como un hombre modesto en asuntos de consejo, y de gran coraje y audacia. También se describe su destreza en la lucha contra gigantes, y más tarde se refuerza con alardes de haber matado "montones" de gigantes tirrenos.
Después de que Bruto, uno de los descendientes del príncipe troyano Eneas, fuera exiliado de Italia y liberara a los troyanos esclavizados en Grecia, se encontró con Corineo y su gente, quienes se unieron a él en sus viajes. En la Galia, Corineo provocó una guerra con Goffario Picto, rey de Aquitania, al cazar en sus bosques sin permiso; en la batalla que siguió, Corineo mató él solo a miles con un hacha de guerra. Después de derrotar a Goffario, los troyanos cruzaron a la isla de Albión, a la que Bruto rebautizó como Britania en su honor. Corineo se estableció en Cornualles, que entonces estaba habitada por gigantes. Bruto y su ejército mataron a la mayoría de ellos, pero su líder, Gogmagog, se mantuvo con vida para un combate de lucha libre con Corineo. Durante la pelea, Gogmagog le rompió tres costillas a Corineo; enfurecido, éste levantó a Gogmagog, corrió hacia la costa y arrojó al gigante desde una roca alta al mar, mientras las rocas escarpadas de abajo lo destrozaban.
Corineo fue el primero de los legendarios gobernantes de Cornualles. Después de la muerte de Bruto, el resto de Britania se dividió entre los tres hijos de Bruto: Locrino (Loegria), Kamber (Cambria) y Albanactus (Alba). Locrino aceptó casarse con Gwendolen, la hija de Corineo, pero se enamoró de Estrildis, una princesa alemana capturada. Corineo amenazó con la guerra en respuesta a esta afrenta, y para apaciguarlo Locrino se casó con Gwendolen, pero mantuvo a Estrildis como su amante secreta. Después de la muerte de Corineo, Locrinus se divorció de Gwendolen y se casó con Estrildis, y Gwendolen respondió reuniendo un ejército en Cornualles y haciendo la guerra contra su ex marido. Locrinus murió en batalla, y Gwendolen arrojó a Estrildis y a su hija, Sabren, al río Severn.

## Eneiday otras fuentes
Godofredo probablemente tomó el nombre del personaje Corynaeus de la Eneida, un seguidor troyano de Eneas. El arzobispo Michael Joseph Curley sugiere que Godofredo eligió este nombre debido a su similitud con la palabra Cornwall y su ingenua (o irónica) afición por la eponimia como una forma de investigación histórica.

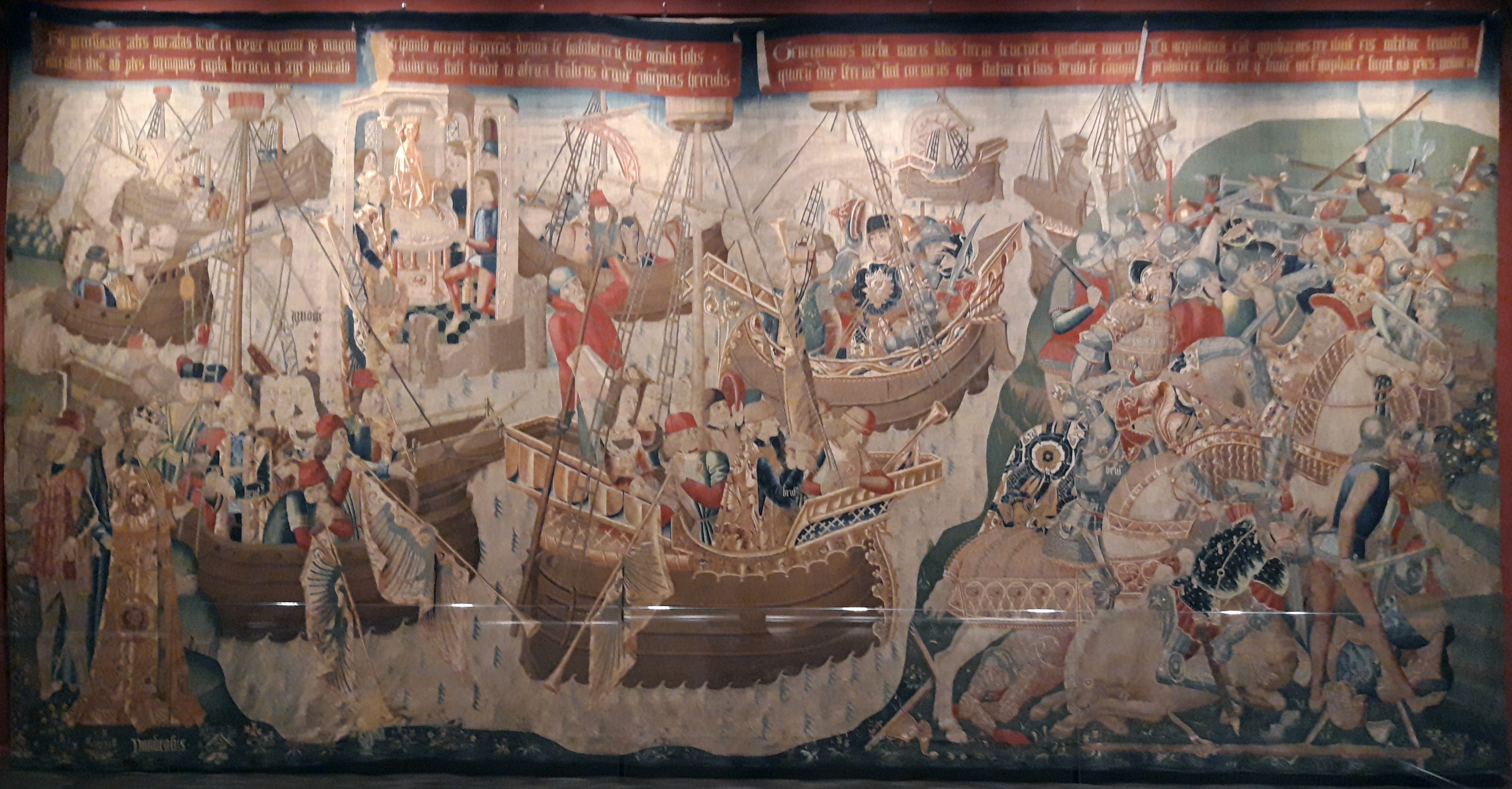
Corineo (arriba en el centro) navegando con Bruto hacia la Galia en un tapiz (c. 1475) actualmente en la Catedral del Salvador de Zaragoza.

Curley también sugiere que hay un paralelo entre Corineo y el Hércules de la Farsalia de Lucano, quien derrotó al gigante Anteo en un combate de lucha libre levantándolo de la tierra, que era la fuente de su fuerza.
La principal fuente de Godofredo para la Historia de los reyes de Gran Bretaña fue la Historia Brittonum. No se menciona a Corineo en ella, pero se utilizan dos partes de la Historia como fuentes para la ubicación de Corineo en las orillas del mar Tirreno, donde lo encuentra Bruto. La primera de estas fuentes es el relato de la Historia sobre el destierro de Bruto. A diferencia de la Historia de los reyes de Britania, donde Bruto va inmediatamente a Grecia, aquí Bruto en cambio viaja primero a "las islas del mar Tirreno", donde, en lugar de Corineo, encuentra colonos griegos viviendo en esas partes, quienes lo expulsan debido al asesinato de Turno por parte de Eneas. La segunda es una variante de la historia de Goídel Glas, en la que el héroe viaja desde Egipto a Iberia a través de una secuencia de lugares nombrados en la historia: África, luego Aras Philaenorum, Lacus Salinarum, entre Rusicada y las Montañas de Azaria, a lo largo del río Malua a través de Mauritania hasta las Columnas de Hércules, y luego el Mar Tirreno. Godofredo usa exactamente la misma secuencia de ubicaciones para el viaje de Bruto después de recibir su profecía de Diana, e incluso explica el retroceso desde las Columnas de Hércules hasta el mar Tirreno diciendo que Bruto estaba huyendo de las sirenas; es en este punto de la historia de la Historia de los reyes de Britania que Bruto encuentra a Corineo en las orillas del mar Tirreno.

## El salto de Gogmagog
La lucha entre Corineo y Gogmagog se describe en la Historia de los Reyes de Britania como finalizando en un lugar llamado Saltus Goemagog, que según Godofredo de Monmouth todavía conservaba el nombre. En su Historia de Gran Bretaña (1670), John Milton se refiere al lugar como Langoëmagog, traducido "Salto de los Gigantes", término que a veces se cambia por Langoënagog o Langnagog. La prosa del inglés medio Brut (c. 1419) sitúa su lucha "en Tottenes" (Totnes, Devon), donde Corineo y Brutus habían desembarcado en la Historia de los reyes de Gran Bretaña, mientras que las Crónicas de Holinshed (1577) sitúan el "salto de Gogmagog" en Dover. 
Se ha sugerido que la historia puede haberse basado en figuras de dos gigantes peleando talladas en la hierba de Plymouth Hoe. La primera mención conocida de estas figuras fue en 1495, y existen registros contemporáneos de que fueron recortadas y limpiadas periódicamente, refiriéndose a ellas como Gogmagog. El anticuario Richard Carew cree que la lucha pudo haber comenzado cerca de Totnes, pero terminó en Plymouth Hoe, con las figuras que representan a Corineo y Gogmagog como prueba de ello; los describió en su Survey of Cornwall (1602): "Sobre el Hawe en Plymmouth, hay recortado en el suelo el retrato de dos hombres, uno más grande, el otro más pequeño, con mazas en sus manos, (a quienes llaman Gog-Magog) y (como he sabido) se renueva por orden de los habitantes de la ciudad, cuando la causa lo requiere, lo que debería inferir que se trata de un monumento de alguna importancia". Varios historiadores posteriores, como John Allen Giles, siguieron esta sugerencia como la ubicación más probable de la lucha.
Las figuras fueron destruidas durante la construcción de la Ciudadela Real de Plymouth en 1665. En 2021, el artista Charles Newington pintó a Corineo y Gogmagog en una orilla cubierta de hierba debajo de la Ciudadela, inspirado en las figuras anteriores y la leyenda de Corineo y Gogmagog.

## Tradiciones posteriores
La leyenda se conserva en las obras de escritores posteriores, incluidos Michael Drayton y John Milton.
Architrenius, de Juan de Hauville (c. 1184), fue dedicada al arzobispo Walter de Coutances, quien afirmaba descender de Corineo. El Architrenius presenta a Corineo como una figura mayor que Bruto (que dice que acompañó a Corineo como su Acates), y lo describe como "el conquistador del mundo", un segundo Hércules, que luchó en la Guerra de Troya: "el terror de Aquiles y los Atrides, el destructor de gigantes y golpeador de monstruos". Mientras permanecía en las costas del mar Tirreno, Corineo destruyó los miembros de gigantes con un abrazo que les aplastó los huesos. Él mismo era un gigante, no en cuerpo sino en su heroísmo indomable. Aunque confinado a una estatura media, y con miembros no desproporcionadamente gruesos, parecía asumir una estatura titánica, masiva y aterradora. Después de masacrar a los aquitanos, zarpa hacia Gran Bretaña favorecido por los dioses y los vientos, y guiado por Diana a su rincón del mundo destinado, entra en puerto seguro en la costa de Cornualles en Totnes. Cornualles es descrito como un lugar donde "fluye leche y miel". De ahí que el lugar, al principio llamado Corineia, con el transcurso del tiempo asumió el nombre corrupto de Cornubia. Más adelante en la historia se describe al Rey Arturo como descendiente de Corineo.
El Merlín en prosa del siglo XIII, menciona al personaje Corneus, un descendiente de gigantes, que era un caballero valiente y fuerte. En esta versión, él y Bruto eran dos barones que huyeron de la destrucción de Troya, pero mientras Bruto viajó a Gran Bretaña, Corneo viajó a Bretaña, donde construyó ciudades y castillos, y dio su nombre a Cornoualles. Los descendientes de Corneo fueron los gigantes que perturbaron a los británicos y sobrevivieron hasta la época del Rey Arturo.
Locrine (1595), una obra atribuida a Shakespeare, menciona a Corineio [sic] como personaje principal, uno de los dos hermanos de Bruto, junto con Asaráco, y es padre de Gwendoline y Trasímaco. Se describe a Corineio como alguien que fue hallado por Bruto en los campos de Lestrigon, y que posteriormente luchó contra Gathelus, el hermano de Goffarius de la Galia. Vive más de ochenta y siete años, muriendo a causa de una herida persistente que había recibido en la batalla contra Humber el Huno, y regresa como un fantasma para presenciar la caída de Locrine.
Corineo también es un personaje importante en la obra perdida de Henry Chettle y John Day The Conquest of Brute with the First Finding of the Bath, que fue interpretada por los Hombres del Lord Almirante en la obra de teatro The Rose en diciembre de 1598.
En cuanto a la estatura de Corineo, se le representa como el más grande de la tripulación de Bruto en la prosa en inglés medio Brut. Las Crónicas de Holinshed comentan que Corineo no era un gigante, pero en la edición de 1587 se afirma erróneamente que Architrenius describe a Corineo como un hombre de 12 codos (18 pies) de altura.
Una tradición popular local dice que Corineo fundó la ciudad de Quimper, la antigua capital de Cornualles en Francia.